# Dok2
Lee Joon Kyung (en hangul, 이준경; Dongnae-gu, Busan, 28 de marzo de 1990), más conocido por su nombre artístico Dok2 (en hangul, 도끼), es un rapero, compositor y productor surcoreano.

## Biografía
La madre de Dok2 es coreana, mientras que su padre es español-filipino. Mientras algunos medios medios comunicación reportaron en 2014 que es primo Nicole Scherzinger, una cantante estadounidense que perteneció girl group de pop Pussycat Dolls, Dok2 dijo en una entrevista en 2015 que, "la noticia sobre mi siendo primo de Nicole Scherzinger es errónea. Compartimos la misma sangre, pero la relación es complicada. Ni siquiera la conozco."

## Carrera
Dok2 firmó con Future Flow Entertainment cuando tenía trece años. Antes de llegar a la adolescencia, él ya había escrito y producido canciones para grupos conocidos de hip hop, incluyendo Drunken Tiger, Epik High y Dynamic Duo.
En 2006, bajo el seudónimo All Black, Dok2 y su joven compañero rapero Microdot publicaron el álbum Chapter 1.
Publicó su primer EP en solitario Thunderground en 2009, bajo la ahora difunta discográfica de Epik High, Map The Soul.

### Illionaire Records
En 2011, Dok2 y el rapero The Quiett formaron Illionaire Records. A pesar de su pequeño tamaño, Illionaire Records es considerado uno de los sellos discográficos de hip hop más influyentes en Corea del Sur debido a la popularidad de sus artistas.

### Show me the Money
En 2014, Dok2 fue parte del jurado en la tercera temporada del show de TV de competición de raperos Show me the Money, donde él y The Quiett fueron los productores detrás de uno de los ganadores, Bobby, de la banda IKON. Ellos participaron otra vez en 2016, en la quinta temporada del show, como los productores del ganador del tercer puesto, Super Bee.

## Filmografía
| Año  | Cadena | Título             | Rol      | Episodio(s)     | Notas                                    |
| ---- | ------ | ------------------ | -------- | --------------- | ---------------------------------------- |
| 2014 | Mnet   | Show me the Money  | Él mismo | 4 - Temporada 3 | Jurado; junto a The Quiett.              |
| 2016 | Mnet   | Show me the Money  | Él mismo | 9 - Temporada 5 | Jurado; junto a The Quiett.              |
| 2016 | MBC    | Radio Star         | Él mismo | 486             | Invitado                                 |
| 2016 | MBC    | Infinite Challenge | Él mismo | 506-513         | Especial de hip hop; junto a Yoo Jae Suk |

## Discografía
| Año  | Título                     | Detalles                                                         | Lista de canciones |
| ---- | -------------------------- | ---------------------------------------------------------------- | --- |
| 2009 | Illstrumentalz             | - Publicación: 14 de mayo de 2009 - Sello: Hiphopplaya           | 1. «Start» (시작) 2. «B ma Friend» (con Jinbo) 3. «I Need U» 4. «Heartbreakin'» 5. «Please» 6. «Get Away» 7. «Take my Hand» (con DnG) 8. «Bullshit» (헛소리; con Willy Lee) 9. «Dead Wrong» (con B-ZionCJ) 10. «Mystery Blues» 11. «Fist of Fury» (con DJ Friz & Willy Lee) 12. «Face 2 Face» 13. «City Life» (con Beenzino) 14. «Crazy World» (con Paloalto) 15. «Gloomy Monday» (con DH-Style) 16. «Bittersweet» (con Willy Lee) 17. «I'mma Shine» 18. «I'mma Shine» (Remix) |
| 2011 | Flow 2 Flow (con Double K) | - Publicación: 25 de enero de 2011 - Sello: Hiphopplaya          | 1. «Intro: It's Time» (Intro: 시간이됐어) 2. «Takeover» 3. «21st Century Stranger» (21세기형 나그네) 4. «Hip Hop (La La La)» 5. «I Won't Lose» (con B-Free) 6. «Advice 2» (con Sean2slow) 7. «Lost» (con Park Seon Ju) 8. «Interlude: I'mma Die Legend» 9. «Die Legend 3» (con Tiger JK) 10. «Break Beatz» (con Rado) 11. «Salute» (con Bumkey) 12. «Hip Hop» (Anthem Ver. 힙합; con Beenzino, B-Free, Bizzy, Jay Park, Paloalto, Swings, The Quiett & Yankie)                 |
| 2011 | Hustle Real Hard           | - Publicación: 19 de abril de 2011 - Sello: Hiphopplaya          | 1. «1llionaire Begins» 2. «It's Gon' Shine» 3. «Goodday» (con Bumkey) 4. «That's Me» (con Rado) 5. «My Girl» 6. «My Love» (con Jay Park) 7. «Don't Stop the Music» 8. «I am What I Am» 9. «Never» (con YDG) 10. «Q.W.N.A (Questions With No Answers)» 11. «Hustle Real Hard» (con Soulja Boy) 12. «On My Way» (con Zion.T) 13. «Mr. Independent 2» (con Beenzino & The Quiett) 14. «Come Closer/Flow2nite» (con The Quiett)                                                    |
| 2012 | Love & Life, The Album     | - Publicación: 24 de febrero de 2012 - Sello: Illionaire Records | 1. «Love & Life» (con Rado) 2. «Best Time (In Our Life)» 3. «Let me Love U» 4. «Secret 2» (비밀 2; con Zion.T) 5. «Plenty» (con Jinbo) 6. «They Love Who?» 7. «Leave me Alone (Fuck You)» 8. «Can’t Let You Go» (con Bumkey) 9. «It's Alright» 10. «Lonely Nights» 11. «Today as Yesterday» (어제 같은 오늘) |
| 2015 | Multillionaire             | - Publicación: 23 de junio de 2015 - Sello: Illionaire Records   | 1. «Chicken Chicken Choco Cho» (치키차카초코초) 2. «Still Me» 3. «I» (내가; con Beenzino & The Quiett) 4. «Multillionaire» 5. «111%» 6. «Spirit of Ecstasy» 7. «More Than Just A Girl» 8. «You Are Gone» (니가 없네; con Junggigo) 9. «Lie Down» (con Mr. Gordo & Satbyeol) 10. «Ain't Comin' Down» 11. «We Gotta Know» 12. «Still on My Way» (con Zion.T) 13. «Mr. Independent 3» (con Jinbo)                                                                                 |

## Premios y nominaciones
| Año  | Premios                      | Receptor                    | Categoría  | Resultado |
| ---- | ---------------------------- | --------------------------- | ---------- | --------- |
| 2015 | 17th Mnet Asian Music Awards | Mejor interpretación de rap | «Me»       | Nominado  |
| 2016 | 18th Mnet Asian Music Awards | Mejor interpretación de rap | «1llusion» | Nominado  |